# Avaaz.org
Avaaz är en organisation som driver ett världsomspännande kampanjnätverk med målet att främja inflytandet av alla människors åsikter och värderingar på viktiga beslut med global relevans. Man försöker uppnå målet med hjälp av petitioner som publiceras på webben och sprids via e-post och sociala medier. Försöken att rätta till missförhållanden har ofta varit framgångsrika. Organisationen i sig har ingen egen ideologi. Den grundades i januari 2007 av den kanadensiske internetaktivisten Ricken Patel och den har numera deltagare i alla länder. Den använder sig av 15 arbetsspråk, dock inget skandinaviskt. 
I januari 2014 hade fler än 32 miljoner människor givit sitt stöd till minst en av petitionerna lanserade av Avaaz. Totalt har det blivit 173 miljoner aktioner.
Nätverket gör det numera även möjligt att driva kampanjer av regionalt begränsad relevans. 
Organisationens namn är taget från persiskans آواز [ɒvɒz] 'röst'. Förutom i de iranska språken (kurdiska, persiska/dari/tadzjikiska, pashto) finns ordet även som lånord i serbokroatiskan, i turkspråken (turkiska, azeriska, tatariska, uzbekiska mfl.) och i de indoariska språken (sindhi, panjabi, urdu/hindi, gujarati, marathi, nepali, bengali mfl.).  

## Kritik
Avaaz anses vara en internationell lobby-organisation som är förklädd till en NGO. Organisationen grundades med hjälp av medel från organisationerna Res Publica och MoveOn.org. Res Publica finansieras av George Soros Open Society Institute. Även MoveOn.org ingår i samma nätverk och finansieras av Soros Open Society Institute. Res Publica har beskrivit Avaaz som sitt primära projekt.
Avaaz har fått kritik för sitt arbete i Syrien. Representanter för organisationen uttalade stöd för att störta Bashar al-Assad.